# Landtagswahl in der Steiermark 1995
- SPÖ: 21
- GRÜNE: 2
- LIF: 2
- ÖVP: 21
- FPÖ: 10

Am 17. Dezember 1995 fanden Landtagswahlen in der Steiermark statt. Am gleichen Tage wurde auch eine vorgezogene Nationalratswahl abgehalten.
Die ÖVP war große Verliererin der Wahl und fiel auf ein Rekordtief seit 1945. Obwohl sie knapp die stimmenstärkste Partei blieb und weiterhin den Landeshauptmann stellen konnte, entschloss sich der als Spitzenkandidat angetretene Josef Krainer junior zum Rücktritt und schlug Waltraud Klasnic als seine Nachfolgerin vor, woraufhin sie im März 1996 seine Ämter übernahm.
Die SPÖ gewann einige Stimmen, erreichte 35,9 %, damit 21 Mandate und zog so mit der ÖVP gleich. Diese bekam 36,3 % der Stimmen. Die FPÖ legte zu und erreichte 17,2 % und somit 10 Mandate.
Nachdem bei den Landtagswahlen 1991 drei verschiedene grüne und alternative Listen angetreten waren und den Einzug in den Landtag verfehlt hatten, konnte 1995 die allein angetretene Partei Die Grünen – Die grüne Alternative 4,3 % der Stimmen (2 Mandate) erreichen. Auch das zum ersten Mal angetretene Liberale Forum, das in Graz ein Grundmandat erlangte, zog mit 3,84 % und zwei Mandaten in den Landtag ein.
Weder die zum ersten Mal angetretene Liste Bürgerinitiative WIR für Steiermark – NEIN zur EU (1,01 % der Stimmen) noch die Österreichische Autofahrer- und Bürgerinteressen Partei mit 0,94 % konnten Landtagsmandate erringen. Die KPÖ verfehlte mit 0,57 % ein weiteres Mal den Einzug in den Landtag.
Die Wahlbeteiligung sank von 89,60 % (1991) auf 86,92 %.

## Wahlergebnis
|                                                                | Ergebnisse 1995 | Ergebnisse 1995 | Ergebnisse 1995 | Ergebnisse 1991 | Ergebnisse 1991 | Ergebnisse 1991 | Differenzen | Differenzen | Differenzen |
| -------------------------------------------------------------- | --------------- | --------------- | --------------- | --------------- | --------------- | --------------- | ----------- | ----------- | ----------- |
| Wahlberechtigte                                                | 894.456         | 894.456         | 894.456         | 903.486         | 903.486         | 903.486         | - 9.030     | - 9.030     | - 9.030     |
|                                                                | Stimmen         | %               | Mand.           | Stimmen         | %               | Mand.           | Stimmen     | %           | Mand.       |
| Abgegebene Stimmen                                             | 777.467         | 86,92 %         | 56              | 809.502         | 89,60 %         | 56              | - 32.035    | - 2,68 %    |             |
| Ungültige Stimmen                                              | 16.544          | 2,13 %          |                 | 33.037          | 4,08 %          |                 | - 16.493    | - 1,95 %    |             |
| Gültige Stimmen                                                | 760.923         | 97,87 %         |                 | 776.465         | 95,92 %         |                 | - 15.542    | + 1,95 %    |             |
| Partei                                                         |                 |                 |                 |                 |                 |                 |             |             |             |
| Österreichische Volkspartei (ÖVP)                              | 275.817         | 36,25 %         | 21              | 343.427         | 44,23 %         | 26              | - 67.610    | - 7,98 %    | - 5         |
| Sozialdemokratische Partei Österreichs (SPÖ)                   | 273.403         | 35,93 %         | 21              | 271.232         | 34,93 %         | 21              | + 2.171     | + 1,00 %    | 0           |
| Freiheitliche Partei Österreichs (FPÖ)                         | 130.492         | 17,15 %         | 10              | 119.462         | 15,39 %         | 9               | + 11.030    | + 1,76 %    | + 1         |
| Die Grünen – Die grüne Alternative (GRÜNE)                     | 32.831          | 4,31 %          | 2               | n.k.            |                 |                 | + 32.831    | + 4,31 %    | + 2         |
| Liberales Forum – Heide Schmidt (LIF)                          | 29.238          | 3,84 %          | 2               | n.k.            |                 |                 | + 29.238    | + 3,84 %    | + 2         |
| Bürgerinitiative WIR für Steiermark – NEIN zur EU (NEIN)       | 7.653           | 1,01 %          | 0               | n.k.            |                 |                 | + 7.653     | + 1,01 %    | 0           |
| Österreichische Autofahrer- und Bürgerinteressen Partei (ÖABP) | 7.129           | 0,94 %          | 0               | n.k.            |                 |                 | + 7.129     | + 0,94 %    | 0           |
| Kommunistische Partei Österreichs (KPÖ)                        | 4.360           | 0,57 %          | 0               | 4.627           | 0,60 %          | 0               | - 267       | - 0,03 %    | 0           |